# Boudy-de-Beauregard
 Boudy-de-Beauregard  es una población y comuna francesa, en la región de Aquitania, departamento de Lot y Garona, en el distrito de Villeneuve-sur-Lot y cantón de Cancon.

## Demografía
| 210 | 215 | 226 | 237 | 314 | 356 |
| Para los censos de 1962 a 1999 la población legal corresponde a la población sin duplicidades (Fuente: INSEE [Consultar]) |     |     |     |     |     |